# Rhacodactylus
Rhacodactylus – rodzaj jaszczurek z rodziny Diplodactylidae.

## Zasięg występowania
Rodzaj obejmuje gatunki występujące endemicznie w Nowej Kaledonii. 

## Charakterystyka
Prowadzą głównie nadrzewny tryb życia. Poza żyworodnym Rhacodactylus trachyrhynchus wszystkie pozostałe gatunki z tego rodzaju są jajorodne. 

## Systematyka
Rodzaj zdefiniował w 1843 roku austriacki przyrodnik Leopold Fitzinger w publikacji własnego autorstwa poświęconej systematyce gadów. Gatunkiem typowym jest (oryginalne oznaczenie) gekon olbrzymi (Rhacodactylus leachianus). 

### Etymologia
- Rhacodactylus: gr. ῥακος rhakos ‘łachmany’[6]; δακτυλος daktulos ‘palec’[7].
- Ceratolophus: gr. κερας keras, κερατος keratos ‘róg’[8]; λοφος lophos ‘grzebień, czub’[9]. Gatunek typowy (oznaczenie monotypowe): Ceratolophus hexaceros Bocage, 1873 (= Platydactylus auriculatus Bavay, 1869).
- Chameleonurus: gr. χαμαιλεων khamaileōn ‘ziemny lew’, od  χαμαι khamai ‘na ziemi’; λεων leon, λεοντος leontos ‘lew[10]; ουρα oura ‘ogon’[11][3]. Gatunek typowy (oznaczenie monotypowe): Chameleonurus trachycephalus Boulenger, 1878.

### Podział systematyczny
Do rodzaju należą następujące gatunki:
- Rhacodactylus auriculatus (Bavay, 1869) – gekon gargulcowy
- Rhacodactylus leachianus (Cuvier, 1829) – gekon olbrzymi
- Rhacodactylus trachycephalus (Boulenger, 1878)
- Rhacodactylus trachyrhynchus Bocage, 1873
- Rhacodactylus willihenkeli Köhler, Sameit, Seipp & Geiss, 2024